# Боярська (Верховазький район)
Боя́рська (рос. Боярская) — присілок у складі Верховазького району Вологодської області, Росія. Входить до складу Колензького сільського поселення.

## Населення
Населення — 70 осіб (2010; 91 у 2002).
Національний склад (станом на 2002 рік):
- росіяни — 99 %